# Остроленка (Зґерський повіт)
Остроленка (пол. Ostrołęka) — село в Польщі, у гміні Ґловно Зґерського повіту Лодзинського воєводства.
Населення — 230 осіб (2011).
У 1975-1998 роках село належало до Лодзинського воєводства.

## Демографія
Демографічна структура станом на 31 березня 2011 року:
|          | Загалом | Допрацездатний вік | Працездатний вік | Постпрацездатний вік |
| -------- | ------- | ------------------ | ---------------- | -------------------- |
| Чоловіки | 116     | 32                 | 70               | 14                   |
| Жінки    | 114     | 18                 | 68               | 28                   |
| Разом    | 230     | 50                 | 138              | 42                   |